# Zbigniew Kopania
Zbigniew Kopania (ur. 21 grudnia 1949 w Łodzi) – polski malarz, operator filmowy.

## Życiorys
W 1974 r. ukończył studia (dyplom pod kierunkiem prof. Jerzego Mierzejewskiego) na wydziale operatorskim Państwowej Wyższej Szkoły Filmowej, Telewizyjnej i Teatralnej w Łodzi.
Pracował jako operator filmów fabularnych, dokumentalnych i telewizyjnych w latach 1974–1980. Od 1989 wyłącznie maluje. Współpracował z galeriami w Polsce, Londynie, Amsterdamie i Monachium oraz w USA.

## Wystawy indywidualne[1]
- 1990 Polskie Centrum Kultury, Londyn, GB
- 1991 Galeria Provincichuis, Haarlem, Holandia
- 1994 Galeria Am Isator, München
- 1995 Turner Art Gallery, Denver, Kolorado, USA
- 1996 Houtplein Expositie, Haarlem, Holandia
- 1997 Country Club, Odessa, Teksas, USA
- 1998 Charles Hecht galerie, USA
- 2001 Galeria Kunst Centrum, Haarlem, Holandia
- 2007 TAB Galeria, Warszawa, PL
- 2008 Southwest Galeria, Dallas, Teksas, USA
- 2010 Alice Perrit, Columbia, Karolina Południowa, USA
- 2012 Daimaru Kobe, Japonia
- 2013 Isetan Shinjuku, Tokio, Japonia
- 2014 Southwest Gallery Dallas,USA

## Nagrody i wystawy zbiorowe[1]
- 2010 Exhibition''Natale di Roma'' Italy
- 2017 Award F. Ballard Wiliams Salmagundi Club NY USA
- 2017 Art Emy Atema, Niigata. Exhibition. Japan
- 2018 Award ''Certificate of Merit'' Salmagundi Club NY USA
- 2018 Art EMY Exhibition in Hakone Japan
- 2018 Finalist Art Revolution Taipei Tajwan.